# 新凤霞
新凤霞（1927年1月26日—1998年4月12日），原名杨淑敏，小名杨小凤，中国大陆評劇表演艺术家，评剧新派创始人，被誉为评剧皇后。历任北京凤鸣评剧团团长，首都实验评剧团团长，中国人民解放军总政治部评剧团团长，中国评剧团和中国评剧院演员，中国戏剧家协会会员，中国作家协会会员，北京市文联理事，北京市青联常委。第六至八届全国政协委员。

## 生平
新凤霞出生于江苏苏州。出生日期不详（后由老舍定于阴历十二月二十三日为她的生日），幼年时就被人贩子卖到天津，父亲卖糖葫芦维生，母亲文盲。6岁开始随“姐姐”杨金香学京剧，12岁改学评剧，師從评剧名家王仙舫、邓砚臣、张福堂。14岁即任剧团主演，在天津、上海、济南、秦皇岛等地演出。这一段时期主演的剧目为《乌龙院》、《女侠红蝴蝶》、《可怜的秋香》、《双婚配》、《三笑点秋香》等。
1949年，新凤霞来到北京成立了北京凤鸣剧社并担任主演。1950年，由于新中国政府倡议戏改，故将剧团更名为北京首都实验评剧团，新凤霞自任团长，试演新戏。1951年，新凤霞调入中国人民解放军总政文工团解放评剧团任副团长。1953年，新凤霞调入中国戏曲研究院中国评剧团一队任主演。1955年，中国评剧院成立，新凤霞在中国评剧院一团任主演、院艺术委员会副主任、主任、名誉主任。这一时期新主演的剧目为《刘巧儿》、《志愿军的未婚妻》、《会计姑娘》、《春香传》、《乾坤带》、《金沙江畔》、《无双传》、《杨乃武与小白菜》、《凤还巢》、《三看御妹》、《花为媒》、《杨三姐告状》、《阮文追》、《调风月》、《六十年的变迁》等。

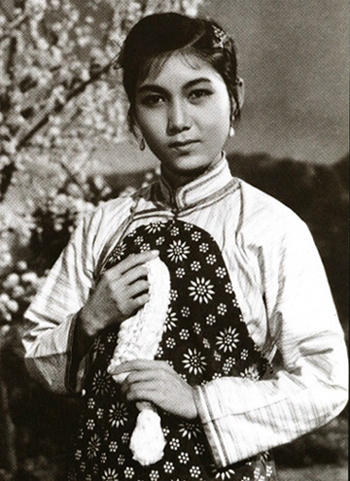
新凤霞在电影《刘巧儿》中的剧照

1951年，经作家老舍介绍，新凤霞和剧作家吴祖光结婚。婚礼的主持人是郭沫若；梅兰芳、程砚秋、尚小云、荀慧生，以及侯宝林、孙宝才到场祝贺。1955年吴祖光涉及“二流堂”冤案，被打成右派，被罚去黑龙江垦区853农场劳改3年。1956年主演了评剧电影《刘巧儿》，以刘巧儿的退亲风波以及和赵振华的恋爱故事反映了青年男女对自由婚姻的大胆追求。剧中《巧儿我自幼许配赵家》脍炙人口，全国人民通过《刘巧儿》了解了评剧，新凤霞的名字从此走进了千家万户，演唱艺术从此确立并得到广大观众的喜爱。1957年由于新凤霞拒绝与吴祖光离婚，也被划成右派。她白天挨批斗，打扫卫生，晚上唱戏。1963年主演评剧电影《花为媒》，讲述了两对古代情侣之间消除误会喜结良缘的喜剧故事，新凤霞在剧中扮演张家小姐张五可，《报花名》唱段脍炙人口，成功在全国人民心中塑造了又一个艺术形象。
文革期间，吴祖光再次被揪斗，新凤霞也遭到毒打，身体伤害严重。据新凤霞之子吴欢在五十年后披露，知名演员张少华曾参与了对新凤霞的抄家、批斗，而张予以否认，引发激烈争议。1975年，新凤霞因脑血栓发病导致半身瘫痪，只餘右手可動。1979年，新凤霞得到了平反。此后新凤霞主要从事教学和写作工作。谷文月、刘秀荣、王曼玲、赵三凤、戴月琴、高闯等都是她的弟子。她曾发表《新凤霞回忆文丛》四卷、《人缘》、《评剧皇后与作家丈夫》、《舞台上下》、《少年时》、《新凤霞卖艺记》、《我和皇帝溥仪》、《发愁》、《以苦为乐》、《艺术生涯》、《我当小演员的时候》、《我与吴祖光》、《绝唱》、《恩犬》、《新凤霞的回忆》、《新凤霞说戏》等约400万字的文字作品。此外，新凤霞还是齐白石先生的亲传弟子和义女，创作了几千幅花鸟画作品。
1982年，新凤霞加入中国共产党。她也是中国戏剧家协会会员，中国作家协会会员，北京市文联理事，北京市青联常委。第六至八届全国政协委员。
1998年4月12日因突发脑溢血於江苏省常州市逝世，享寿71岁。

## 代表作品

### 评剧
擅演剧目有：《刘巧儿》、《花为媒》、《杨三姐告状》、《金沙江畔》、《志愿军的未婚妻》、《会计姑娘》、《祥林嫂》等，其中《刘巧儿》、《花为媒》已由长春电影制片厂摄成电影。

### 书籍
《新凤霞回忆录》、《以苦为乐》、《我当小演员的时候》、《少年时》、《新凤霞说戏》、《我和皇帝溥仪》等。

## 获奖
- 1952年，第一届全国戏曲观摩演出大会，获演员一等奖（评剧《刘巧儿》）。[4]
- 1989年，中国唱片总公司，中国首届金唱片奖。[8]
- 1997年，获第十六届“亚洲最杰出艺人奖”。 [9]
- 1997年，美国纽约美华艺术学会，华人艺术家终身成就奖。[3]